# Sodenstierna
Sodenstierna (även von Sodenstern) var en svensk adlig ätt. 
Äldsta kända stamfadern borgarson Johan Sodemann (född 1600) från staden Loitz i dåvarande svenska Pommern. Genom sitt ämbete som amtman i Franzburg återbringande honom en förmögenhet enligt sköldebrevet och framhålls som en anledningen till sitt adlande den 24 september 1703 av Karl XII där han tog namnet Sodenstierna. En annan bidragande anledning var hans två söner, officerare i Pommern och ytligare tre vistandes på akademier ansågs kunna ha nytta i kronas tjänst i framtiden. Introducerades den 14 mars 1707 med nummer 1393.
Senare inskrevs under nummer 21 i tredje klassen (svennar), året 1806 av Gustav IV Adolf. Samma år inrättas det svenska riddarhuset för Pommern och Rügen i Greifswald.
Ätten utslocknade troligen den 25 juli 1972 eller senare på svärdssidan. I Tyskland kan dock en gren fortleva men är inte bevisat.

## Blasonering
| ”                                     | Skiölden fördelt i lengden uti tvenne lijka deelar, varandes det högra feltet af guld, och der uti een blå grijp, det venstra feltet blått, hvaruti lysa trenne öfver hvarandra stälte stiernor af sölfver. Åfvan på skiölden står en öpen tornerhielm, hvaröfver lyser een stierna af sölfver emellan ett par vingar, af hvilka den högra är af guld och den vänstra blå. Krantzen och löfvercket är af guld, sölfver och blått, aldeles som detta vapnet med dess rätta färgor herhos står afmålat. | „ |
| – Sköldebrevsavskrifter, RHA, 05:109. | |   |

## Personer ur ätten Sodenstierna
- Georg von Sodenstern (1889–1955), tysk general
- Anna Sodenstierna (1901–1981), svensk politiker, pionjär i arbetet för utvecklingsstörda barn
- Jane Sodenstierna (1905–2004), Ulf von Eulers första giftermål.